# ISS-Expeditie 54
ISS-Expeditie 54 is de vierenvijftigste missie naar het Internationaal ruimtestation ISS. De missie begon op 14 december 2017 met het vertrek van de Sojoez MS-05 van het ISS terug naar de Aarde en eindigde op 27 februari 2018, toen de Sojoez MS-06 terugkeerde naar de Aarde.
Op 2 februari 2018 maakte Anton Sjkaplerov samen met Aleksandr Misoerkin een ruimtewandeling van 8 uur en 13 minuten. Een nieuw record voor Rusland.

## Bemanning
| Positie           | Eerste deel (december 2017)              | Tweede deel (december 2017 t/m februari 2018) |
| ----------------- | ---------------------------------------- | --------------------------------------------- |
| Bevelhebber       | Aleksandr Misoerkin, RSA 2e ruimtevlucht | Aleksandr Misoerkin, RSA 2e ruimtevlucht      |
| Flight Engineer 1 | Mark Vande Hei, NASA 1e ruimtevlucht     | Mark Vande Hei, NASA 1e ruimtevlucht          |
| Flight Engineer 2 | Joseph Acaba, NASA 3e ruimtevlucht       | Joseph Acaba, NASA 3e ruimtevlucht            |
| Flight Engineer 3 |                                          | Anton Sjkaplerov, RSA 3e ruimtevlucht         |
| Flight Engineer 4 |                                          | Scott Tingle, NASA 1e ruimtevlucht            |
| Flight Engineer 5 |                                          | Norishige Kanai, JAXA 1e ruimtevlucht         |